# Conus suratensis
Conus suratensis é uma espécie de gastrópode do gênero Conus, pertencente a família Conidae.